# Neorealismo (cinema)

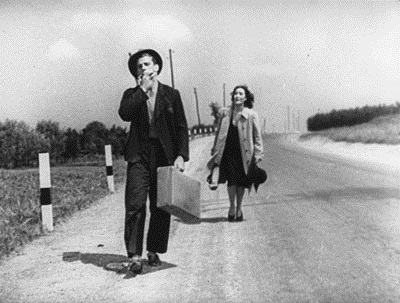
Un fotogramma di Ossessione, di Luchino Visconti

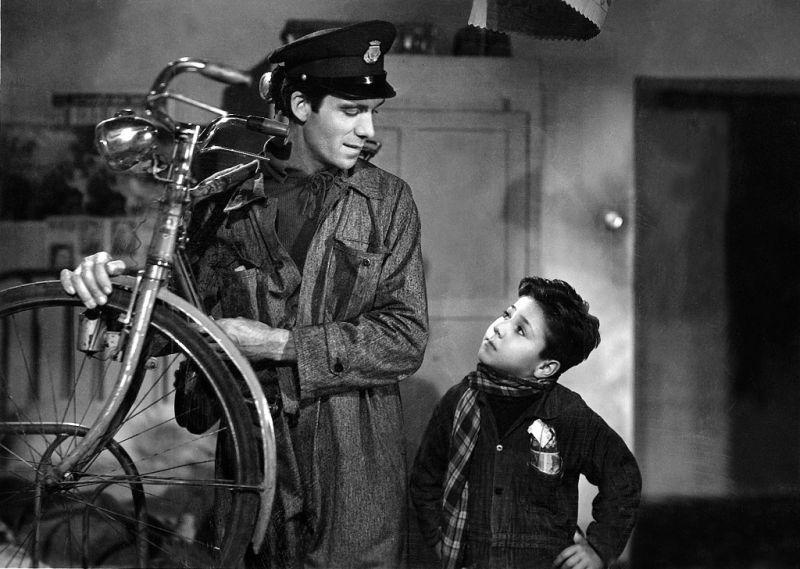
Un fotogramma di Ladri di Biciclette, di Vittorio De Sica

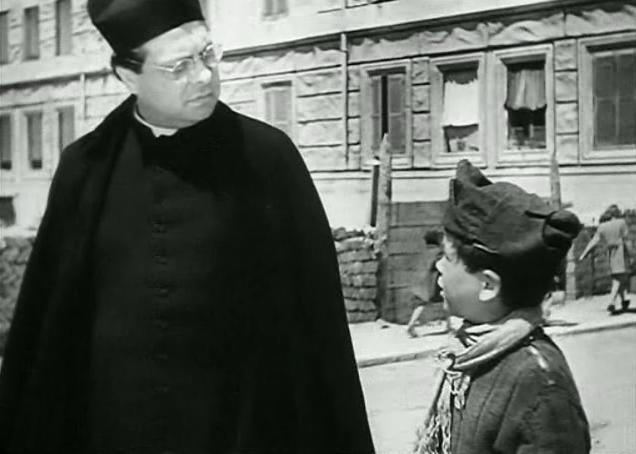
Aldo Fabrizi in Roma città aperta, di Rossellini

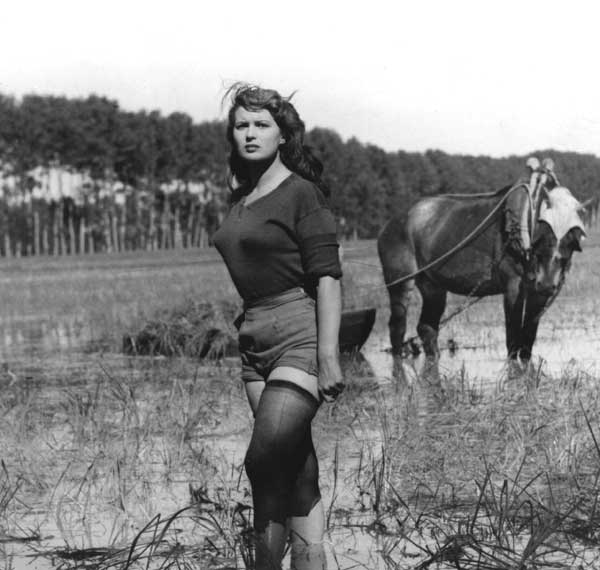
Silvana Mangano in Riso amaro, di Giuseppe De Santis

La corrente cinematografica del Neorealismo è nata e si è sviluppata in Italia durante la Seconda guerra mondiale e nell'immediato dopoguerra; ha avuto dei riflessi molto importanti sul cinema contemporaneo, soprattutto negli anni compresi tra il 1943 e il 1955 circa, e rimane un punto di riferimento duraturo per il cinema mondiale.
Risentono dell'influenza del Neorealismo il Cinema novo brasiliano, la Sesta generazione del cinema cinese, il cinema bengalese di Satyajit Ray, Mrinal Sen e Ritwik Ghatak, il cinema post-rivoluzionario iraniano, il cinema della Germania dell'est e quello francese di François Truffaut. Significativi sono i rapporti con la Nouvelle Vague del cinema francese e con il cinema giapponese di Yasujirō Ozu.
Esiste univocità di giudizi, o quasi, sull'anno in cui ha avuto inizio il fenomeno del Neorealismo propriamente detto, facendolo canonicamente risalire al 1943, allorquando venne presentato al pubblico italiano il capolavoro di Visconti Ossessione. Le certezze vengono però meno al momento di stabilirne la durata.
Il cinema neorealista è caratterizzato da trame ambientate in massima parte fra le classi disagiate e lavoratrici, con lunghe riprese all'aperto, e utilizza spesso attori non professionisti per le parti secondarie e a volte anche per quelle primarie. I film trattano soprattutto la situazione economica e morale del dopoguerra italiano, e riflettono i cambiamenti nei sentimenti e le condizioni di vita: speranza, riscatto, desiderio di lasciarsi il passato alle spalle e di cominciare una nuova vita, frustrazione, povertà, disperazione. Per una maggiore fedeltà alla realtà quotidiana, nei primi anni di sviluppo e di diffusione del Neorealismo i film vennero spesso girati in esterno, sullo sfondo delle devastazioni belliche.
I maggiori esponenti del movimento, sorto spontaneamente e non codificato, furono, negli anni quaranta, i registi Roberto Rossellini, Luchino Visconti, Vittorio De Sica, Aldo Vergano, Giuseppe De Santis, Pietro Germi, Alberto Lattuada, Renato Castellani, Luigi Zampa, Alessandro Blasetti e gli sceneggiatori Cesare Zavattini e Sergio Amidei. Ad essi si affiancheranno, nel decennio successivo, registi nei cui film si sentono echi del Neorealismo: Luciano Emmer, Luigi Comencini, Gianni Puccini, Antonio Pietrangeli, Francesco Maselli, Carlo Lizzani, Valerio Zurlini, Pier Paolo Pasolini e Francesco Rosi.

## Origini e sviluppo

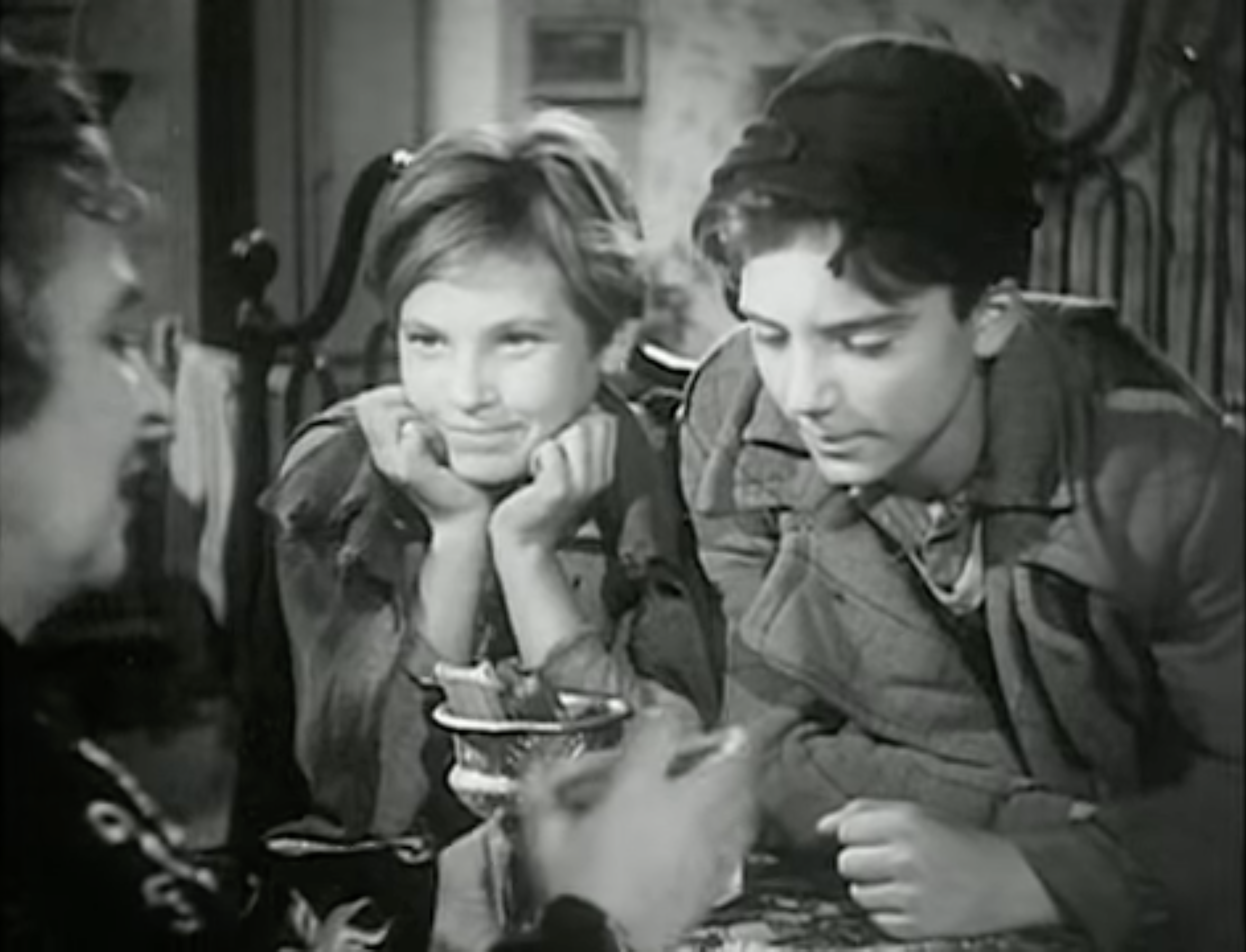
Un fotogramma di Sciuscià, di Vittorio De Sica

Un fotogramma di Umberto D., di Vittorio De Sica

Il movimento si sviluppò intorno a un circolo di critici cinematografici che ruotavano attorno alla rivista Cinema, fra cui Michelangelo Antonioni, Luchino Visconti, Gianni Puccini, Giuseppe De Santis, e Pietro Ingrao. Lungi dal trattare temi politici (il direttore della rivista era Vittorio Mussolini, figlio di Benito Mussolini), i critici attaccavano i film ascrivibili al genere dei telefoni bianchi, che al tempo dominavano l'industria cinematografica italiana. In opposizione alla scarsa qualità dei film commerciali, alcuni critici ritenevano che il cinema dovesse rivolgersi agli scrittori veristi di inizio secolo.
I neorealisti furono molto influenzati dal realismo poetico francese, sebbene la definizione di "neo"-realismo in ambito cinematografico sia nata con riferimento al realismo degli anni venti di certe pellicole del muto. Di fatto, sia Luchino Visconti sia Michelangelo Antonioni lavorarono come aiuto registi in Francia, il primo nel 1939 con Jean Renoir e il secondo nel 1942 con Marcel Carné. Inoltre molti registi neorealisti erano maturati lavorando su film calligrafisti, sebbene questo breve movimento fosse notevolmente diverso dal Neorealismo. Elementi di neorealismo sono rintracciabili anche in alcune opere di Alessandro Blasetti e nei film documentari di Francesco De Robertis. Secondo alcuni critici, i due più significativi lungometraggi che negli anni trenta anticiparono alcuni aspetti del Neorealismo, furono Toni (Renoir, 1935) e 1860 (Blasetti, 1934) cui seguirono, all'inizio del decennio successivo, Uomini sul fondo (Francesco De Robertis, 1941), 4 passi fra le nuvole (Blasetti, 1942), I bambini ci guardano (Vittorio De Sica, 1943, primo di una serie di film realizzati in collaborazione con lo sceneggiatore Cesare Zavattini).
Il primo film che viene considerato dalla maggior parte dei critici pienamente ascrivibile al genere è tuttavia il protogiallo Ossessione (1943), di Luchino Visconti. Il Neorealismo acquistò però risonanza mondiale nel 1945, con Roma città aperta, primo importante film uscito in Italia nell'immediato dopoguerra. Il lungometraggio narra, con accenti fortemente drammatici, la resistenza della popolazione contro l'occupazione tedesca di Roma (anche i bambini, nel film, prendono parte a tale lotta con azioni di sabotaggio)
Altro film importante dell'epoca fu Sciuscià (1946) di Vittorio De Sica, primo di una serie di film neorealisti realizzati dal regista, fra cui spiccheranno, poi, Ladri di biciclette (1948), Miracolo a Milano (1951) e Umberto D. (1952).
Al culmine del Neorealismo, nel 1948, Luchino Visconti adattò I Malavoglia, il celeberrimo romanzo di Giovanni Verga scritto nel pieno del Verismo, il movimento del XIX secolo che fu per tanti aspetti la base del Neorealismo. Ne ammodernò il soggetto, apportando modifiche straordinariamente piccole alla trama o allo stile originale. Il film che ne risultò, La terra trema, fu interpretato solo da attori non professionisti e fu girato nel medesimo paese, Aci Trezza, frazione di Aci Castello (Catania), dove il romanzo era ambientato. Poiché il film venne girato in lingua siciliana, esso fu sottotitolato anche nella versione originale italiana. Per elaborare i dialoghi Visconti si servì dell'aiuto degli stessi attori, scelti tra gli abitanti di Aci Trezza: pescatori, braccianti, grossisti, cioè persone che non conoscevano altra lingua dal siciliano per esprimere dolori, ribellioni e speranze. 
Il Neorealismo propriamente detto si esaurì attorno alla metà degli anni cinquanta, influenzando sensibilmente alcuni registi successivi, fra cui Pier Paolo Pasolini, che nei primi anni sessanta diresse alcuni film apparentemente ascrivibili al genere, anche se l'attenzione al picaresco in quel momento era evidente e apertamente dichiarata. Il contenuto neorealista fu allora nella rappresentazione, spettacolare e forse documentaria, ma comunque accessoria, di alcuni elementi della vera vita comune in Italia dopo il cosiddetto "boom" degli anni sessanta.
In una posizione a sé stante si collocano Federico Fellini (per la cui cinematografia si conierà il termine di realismo magico e, successivamente, fantarealismo) e Michelangelo Antonioni, che inizialmente aderì al Neorealismo con alcuni celebri documentari (fra cui Gente del Po del 1943/1947 e N. U. - Nettezza urbana, del 1948) e, in qualche misura, con il film Cronaca di un amore (1950), per poi prenderne le distanze nel corso degli anni cinquanta (il suo neorealismo venne inizialmente definito esistenzialismo dell'anima o anche esistenzialismo interiore).
L'eredità del Neorealismo fu raccolta, durante gli anni ottanta, anche dai registi Claudio Caligari in Amore tossico del 1983 e Nico D'Alessandria ne L'imperatore di Roma del 1987. Entrambi i registi realizzarono dei film sulla tossicodipendenza nel contesto romano avvalendosi di attori non professionisti, persone che erano tossicodipendenti durante la lavorazione dei film o che lo erano state.

## Caratteristiche del Neorealismo

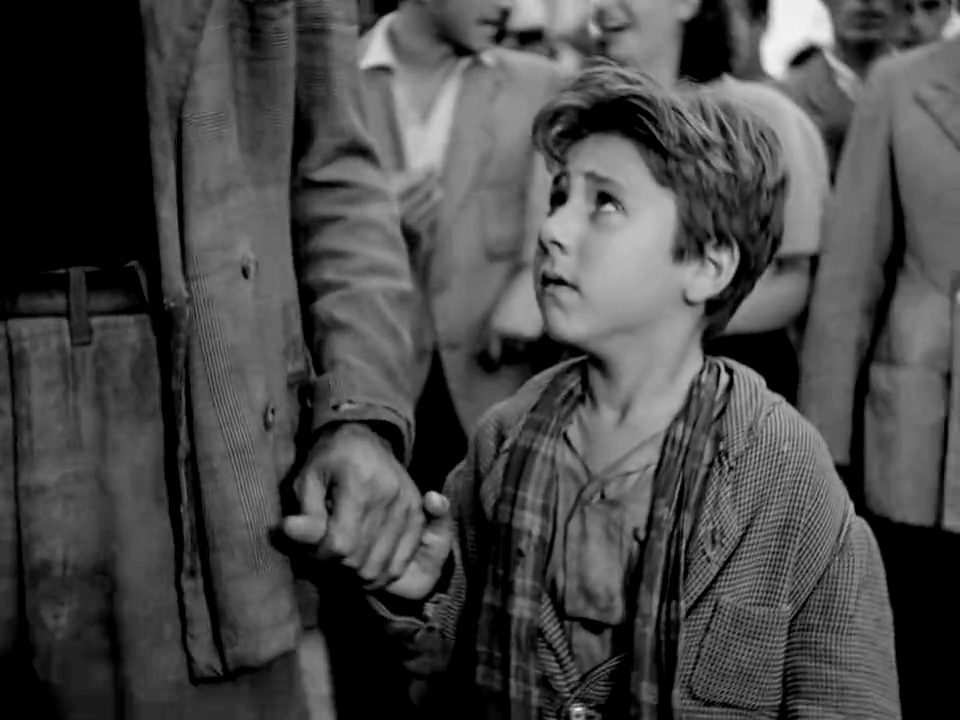
Ladri di biciclette, di Vittorio De Sica

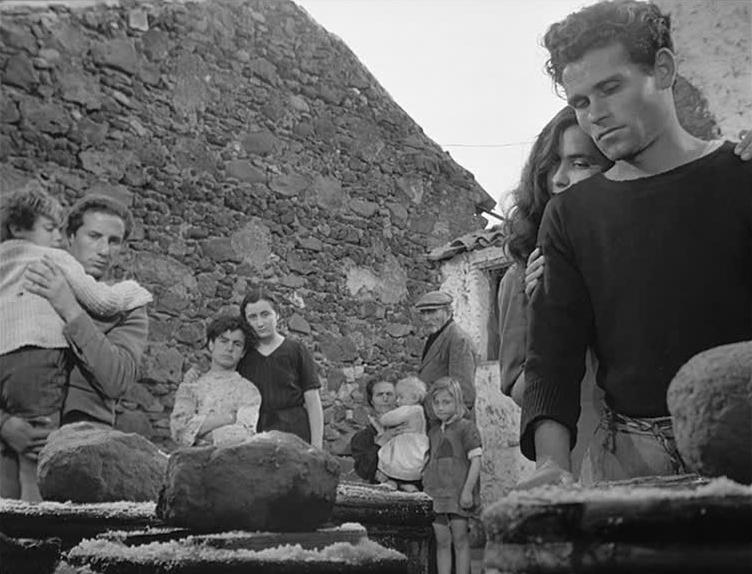
La terra trema di Luchino Visconti

Ci sono vari aspetti che caratterizzano il Neorealismo: i film neorealisti sono generalmente girati con attori non professionisti; le scene sono girate quasi esclusivamente in esterno, per lo più in periferia e in campagna; il soggetto rappresenta la vita di lavoratori e di indigenti, impoveriti dalla guerra. È sempre enfatizzata l'immobilità, le trame sono costruite soprattutto su scene di gente normale impegnata in normali attività quotidiane, completamente prive di consapevolezza come normalmente accade con attori dilettanti. I bambini occupano ruoli di grande importanza ma non solo di partecipazione, perché essi riflettono ciò che "dovrebbero fare i grandi". D'altra parte, il complesso di studi cinematografici che era stato, dall'aprile del 1937, il centro della produzione cinematografica italiana, ossia Cinecittà, fu occupato nell'immediato dopoguerra dagli sfollati, risultando quindi temporaneamente indisponibile ai registi.
Con il Neorealismo il mondo infantile ha assunto una centralità che non si è mai imposta in modo così incisivo nel cinema precedente. I bambini diventano protagonisti di un mondo che li ha privati della leggerezza della loro età rendendoli, per necessità, precocemente adulti. Molti registi si sono fatti interpreti delle loro difficoltà, consegnandoci film che ne denunciano la condizione.
I film neorealisti proponevano storie contemporanee ispirate a eventi reali e spesso raccontavano la storia recente come Roma città aperta di Roberto Rossellini. Questo film è l'epopea della Resistenza, messa in pratica grazie all'alleanza tra comunisti e taluni cattolici a fianco della popolazione. Ben presto però l'attenzione fu rivolta ai problemi sociali contemporanei: tra i film annoverati a questo tipo emerge Ladri di biciclette di Vittorio De Sica - nel film è raccontato il dramma di un operaio e nella cui narrazione si rappresenta la durezza della vita nel dopoguerra. La denuncia del disagio sociale è ancora più forte nei film Riso amaro di Giuseppe De Santis e La terra trema di Visconti.
Tuttavia l'immagine dell'Italia, un paese povero e desolato, che traspariva da questi film infastidiva una certa classe politica. A questo proposito è emblematico l'episodio di Vittorio Mussolini che, dopo aver visto Ossessione di Visconti, era uscito dalla sala urlando Questa non è l'Italia!. Di conseguenza le proiezioni vennero interrotte e sequestrate nelle sale che le avevano in programma. Ossessione rappresentava un'Italia senza illusioni e menzogne e demoliva i valori familiari su cui si basava la dittatura del Duce. . Anche la chiesa cattolica condannò molti film per l'anticlericalismo e per come venivano trattati argomenti come il sesso, mentre la sinistra non accettava la visione pessimistica e la mancanza di un'esplicita dichiarazione di fede politica.
Nel 1949 fu emanata una legge, presentata dall'allora sottosegretario allo spettacolo Giulio Andreotti, che doveva sostenere e promuovere la crescita del cinema italiano e al contempo frenare l'avanzata dei film americani ma anche gli imbarazzanti eccessi del Neorealismo. A seguito di questa norma, prima di poter ricevere finanziamenti pubblici, la sceneggiatura doveva essere approvata da una commissione statale.
Inoltre se si riteneva che un film diffamasse l'Italia poteva essere negata la licenza di esportazione, insomma era nata una sorta di censura preventiva.
Eppure, racconta Roberto Rossellini, questo nostro cinema che, «non so bene perché, è stato chiamato neo - realista», servì per raccontare la tragedia italiana e a delineare il vero volto del suo popolo. «L'ambasciatore Quaroni, che rappresentava l'Italia a Parigi immediatamente dopo la guerra, racconta nelle sue memorie come miracolosamente la sua missione divenne facile, era circondato allora dalla diffidenza generale, con l'apparizione sugli schermi parigini di alcuni film italiani».

## Opere principali

Tina Apicella e Anna Magnani in Bellissima, di Luchino Visconti

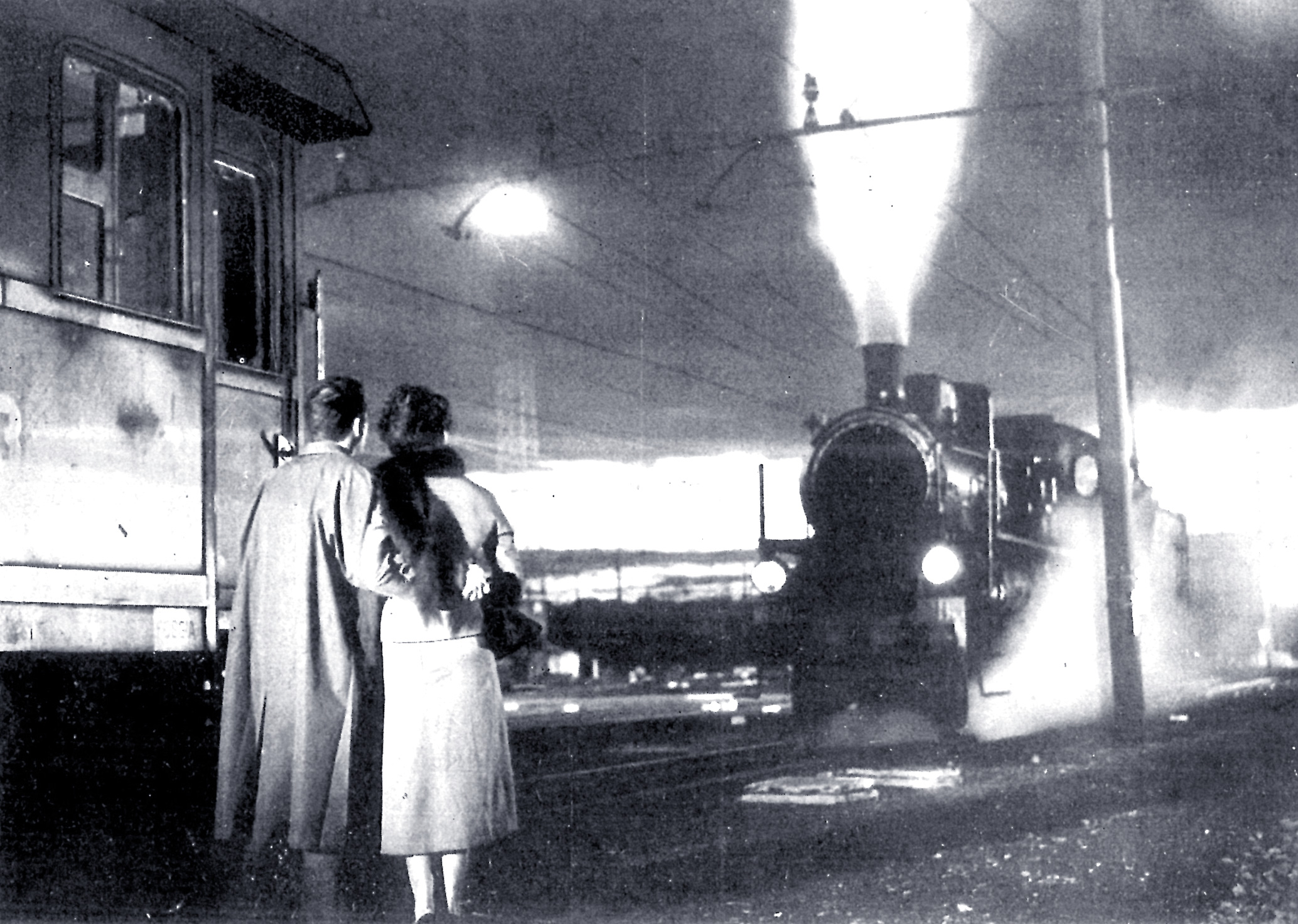
Stazione Termini, di Vittorio De Sica

Massimo Girotti e Clara Calamai in Ossessione

### Precursori e influenze
- Le opere realiste di Giovanni Verga
- Il romanzo Gli indifferenti di Alberto Moravia (1929)
- La raccolta di racconti Gente in Aspromonte di Corrado Alvaro (1930)
- Il romanzo Fontamara di Ignazio Silone (1933)
- Il romanzo Tre operai di Carlo Bernari (1934)
- Il romanzo Cristo si è fermato a Eboli di Carlo Levi (1945)
- I seguenti film:
  - film di Elvira Notari (prima regista donna del cinema italiano)
  - 1860, di Alessandro Blasetti (1934)
  - Toni, di Jean Renoir (1935)
  - La nave bianca (1941), Un pilota ritorna (1942), L'uomo dalla croce (1943), di Roberto Rossellini
  - Uomini sul fondo e Alfa Tau!, di Francesco De Robertis, (1941)
  - Quattro passi fra le nuvole, di Alessandro Blasetti (1942)
  - Avanti c'è posto, di Mario Bonnard (1942)
  - Campo de' fiori, di Mario Bonnard (1943)
  - I bambini ci guardano, di Vittorio De Sica (1943)
  - L'ultima carrozzella, di Mario Mattoli (1943)
  - O sole mio, di Giacomo Gentilomo (1945)
  - Il documentario Gente del Po, di Michelangelo Antonioni (1943)

### I film

#### Luchino Visconti
- Ossessione (1943)
- La terra trema (1948)
- Bellissima (1951)

#### Roberto Rossellini
- Roma città aperta (1945) - Palma d'oro al festival di Cannes
- Paisà (1946)
- Germania anno zero (1948)
- Stromboli terra di Dio (1950)
- Europa '51 (1952)
- Viaggio in Italia (1954)

#### Vittorio De Sica
- Sciuscià (1946) - Oscar onorario
- Ladri di biciclette (1948) - Oscar onorario
- Miracolo a Milano (1951) - Palma d'oro al festival di Cannes

Pietro Germi nel suo film Il ferroviere

- Umberto D. (1952)
- Stazione Termini (1953)
- Il tetto (1956)

#### Giuseppe De Santis
- Caccia tragica (1947)
- Riso amaro (1949)
- Non c'è pace tra gli ulivi (1950)
- Roma ore 11 (1952)
- Uomini e lupi (co-regia 1957)

Aldo Vergano
- Il sole sorge ancora (1946)

#### Alberto Lattuada
- Il bandito (1946)
- Senza pietà (1948)

#### Pietro Germi

Anthony Quinn e Giulietta Masina nel film La strada

- Gioventù perduta (1947)
- In nome della legge (1948)
- Il cammino della speranza (1950)

#### Renato Castellani
- Sotto il sole di Roma (1948)
- È primavera (1949)
- Due soldi di speranza (1952) - Palma d'oro al festival di Cannes

#### Luigi Zampa
- Anni difficili (1948)

#### Luciano Emmer
- Domenica d'agosto (1950)

#### Michelangelo Antonioni
- Cronaca di un amore (1950)

#### Federico Fellini
- I Vitelloni (1953) - Leone d'argento alla Mostra di Venezia; 3 nastri d'argento (miglior regia, attore non protagonista e produzione)
- La strada (1954) - Oscar al miglior film straniero; Leone d'argento alla Mostra di Venezia; 2 nastri d'argento (miglior regia e produzione)

#### Carlo Lizzani
- Achtung! Banditi! (1951)
- Cronache di poveri amanti (1954)

#### Francesco Maselli
- Gli sbandati (1955) - Menzione speciale alla Mostra di Venezia

Guardie e ladri, di Monicelli e Steno: commedia drammatica, ma che richiama palesemente lo stile neorealista

#### Francesco De Robertis
- Fantasmi del mare (1948);
- Il mulatto (1949);
- Gli amanti di Ravello o Fenesta ca' lucive (1950);
- Carica eroica (1952);
- I sette dell'Orsa maggiore (1953);
- Uomini ombra (1954);
- Mizar (Sabotaggio in mare) (1954);
- Ragazzi della Marina (1958)

#### Giorgio Ferroni
- Tombolo, paradiso nero (1947)

#### Luigi Comencini
- Bambini in città (1946)